# Hersiliola versicolor
Hersiliola versicolor is een spinnensoort in de taxonomische indeling van de Hersiliidae.
Het dier behoort tot het geslacht Hersiliola. De wetenschappelijke naam van de soort werd voor het eerst geldig gepubliceerd in 1865 door Blackwall.